# Hussain Mustahil
Hussain Mustahil, de son nom complet Hussain Mustahil Rabia, est un footballeur omanais, né le 2 mai 1980 en Oman.

## Palmarès

### En club
- Al-Nasr :
  - Champion d'Oman en 2004
  - Vainqueur de la Coupe d'Oman en 2001 et 2003

### En sélection nationale
- Finaliste de la Coupe du Golfe en 2004